# Stichting Norderney
Stichting Norderney is een stichting die het beheer voert over de radio-erfenis van Radio Veronica, de zeezender die van 1959 tot 1974 programma's uitzond. De stichting werd in 1990 opgericht door oud-medewerkers van Veronica onder wie geluidstechnicus, producer, diskjockey en media-ondernemer Ad Bouman die geruime tijd bij Radio Veronica werkte. Aan de Stichting Norderney is een webradio verbonden: 192 Radio, waarop de gehele dag muziek en originele opnamen van Veronica-programma's uit het archief van de zeezender te horen zijn.

## Reconstructie
Voor het bewaren van de radio-uitzendingen bestond bij Radio Veronica geen gestructureerd systeem. Slechts enkele mensen bewaarden uitzendingen op band. De criteria waren nogal onduidelijk, veelal persoonlijk. Een systeem van archiveren zoals bij de publieke omroep bestond niet bij Veronica. Jingles, promo’s, e.d. werden vaak wel bewaard. De laatste tijd zijn diverse programma's op tape door oud-medewerkers en particulieren aangeleverd. Ook het hele bandenarchief van de familie Verweij (van Veronica-oprichter Bull Verweij) is in Stichting Norderney ondergebracht. 
Oud-geluidstechnicus Juul Geleick ontdekte onlangs in zijn eigen archief bijna alle originele gestencilde programmaschema’s uit de jaren 60. Zo kan nu gereconstrueerd worden welk programma wanneer werd uitgezonden. Inmiddels zijn alle geluidsdragers over gedragen aan Beeld & Geluid in Hilversum. 